# مقاطعة بولك (جورجيا)
مقاطعة بولك (بالإنجليزية: Polk County)‏ هي إحدى المقاطعات في ولاية جورجيا في الولايات المتحدة الأمريكية.

## أعلام
- هانك إليوت